# Костриця Бекера
Костриця Бекера або костриця Беккера (Festuca beckeri) — вид багаторічних трав'янистих рослин родини тонконогові (Poaceae), поширений у Східній і Центральній Європі та Західній Азії.

## Опис
Короткокореневищний геліофіт і псамофіт; росте вільними жмутками. Стебла 20–60 см завдовжки. Листові піхви світло-коричневі. Листові пластини гладкі, ниткоподібні, світло-зеленого кольору, 0.3–0.7 см завширшки. Волоть лінійна, відкрита, довжиною 6–14 см. Основна гілка волоті волосата. Колоски еліптичні та поодинокі. Родючі колоски містять 4–6 родючих квіточок. Колоскові луски ланцетні, коротші ніж колоски. Нижня колоскова луска ланцетна, 1-жильна, без кіля, вершина гостра, 0.7–0.8 від довжини верхньої. Верхня колоскова луска ланцетна чи яйцеподібна, 3-жильна, без кіля, верхівка загострена, довжиною 2.9–4 мм, 1 від довжини сусідньої родючої леми. Родюча лема світло-зелена, ланцетна, 5-жильна, без кіля, верхівка загострена, довжиною 2.5–4.7 мм, з 1 остюком; остюк завдовжки 0.3–0.8 мм. Верхні квіткові луски 1 від довжини леми, 2-жильні. Горішні стерильні квіточки нагадують родючі хоч і нерозвинені. Пиляків у квіточці 3. Плід — зернівка.

## Поширення
Європа: Білорусь, Естонія, Латвія, Литва, Молдова, Російська Федерація, Україна, Німеччина, Польща, Данія, Фінляндія, Швеція; Азія: Казахстан, Росія, Азербайджан (також, можливо, Вірменія і Грузія), Туреччина.
В Україні зростає в борах, на піщаних терасах річок, піщаних варіантах різнотравно-типчаково-ковилових степів, на слабо задернованих пісках — в Лівобережних Лісостепу і Степу і сх. ч. Правобережжя, досить часто.